# Șeitin (gmina)
Șeitin – gmina w Rumunii, w okręgu Arad. Obejmuje tylko jedną miejscowość Șeitin. W 2011 roku liczyła 2936 mieszkańców.